# Styp II

Styp II

Styp II (Styp-Rekowski) – kaszubski herb szlachecki.

## Opis herbu
Opis z wykorzystaniem zasad blazonowania, zaproponowanych przez Alfreda Znamierowskiego:
W polu purpurowym trzy miecze srebrne na opak w pas, środkowy nieco niżej. Klejnot: nad hełmem w koronie pięć mieczów srebrnych na opak w wachlarz. Labry: purpurowe, podbite srebrem.

## Najwcześniejsze wzmianki
Herb wzmiankowany jest przez Cramera (Geschichte der Lande Lauenberg und Bütow) i Rekowskiego-Wotocha (Versuch einer Geschlachte der aus Landen Bütow und Lauenberg in Pommern stammenden Adelsgeschlechter von Wotoch, von Styp, von Wrycz und von Gynz Rekowski).

## Rodzina Rekowskich
Rekowski to jedno z najbardziej znanych nazwisk kaszubskich. Pochodzi od wsi Rekowo. Wieś ta była od początku własnością odrębnych rodzin, które przyjmowały następnie wspólne nazwisko odmiejscowe. Wedle dokumentu z 1638, powołującego się na przywilej z 1528, w Rekowie siedziały rody: Wotoch, Stip, Dorzik, Mrozik oraz Fritz (Fritze, Friz). W XVIII-XIX wieku dzielili się na linie: Wantochów (Wotochów), Stypów, Wryczów (Wrycza) i Gynzów (Günz). Herb Styp II to jeden z trzech herbów skojarzonych z linią Stypów. Przemysław Pragert podejrzewa, że zupełnie błędnie, o czym świadczyć ma między innymi całkowita odmienność tego herbu od innych herbów Stypów oraz nietypowe w heraldyce barwy.

## Herbowni
Rekowski (Reckowski, Reckowsky, Rekoskie, Rekowsky) z przydomkiem Styp (Stiep, Stip, Stipp, Stypen).
Zarówno Rekowscy bez przydomka jak i Stypowie, notowani byli z szeregiem innych herbów. Pełna lista w haśle Rekowski.